# Clyde Lucas (bandleider)

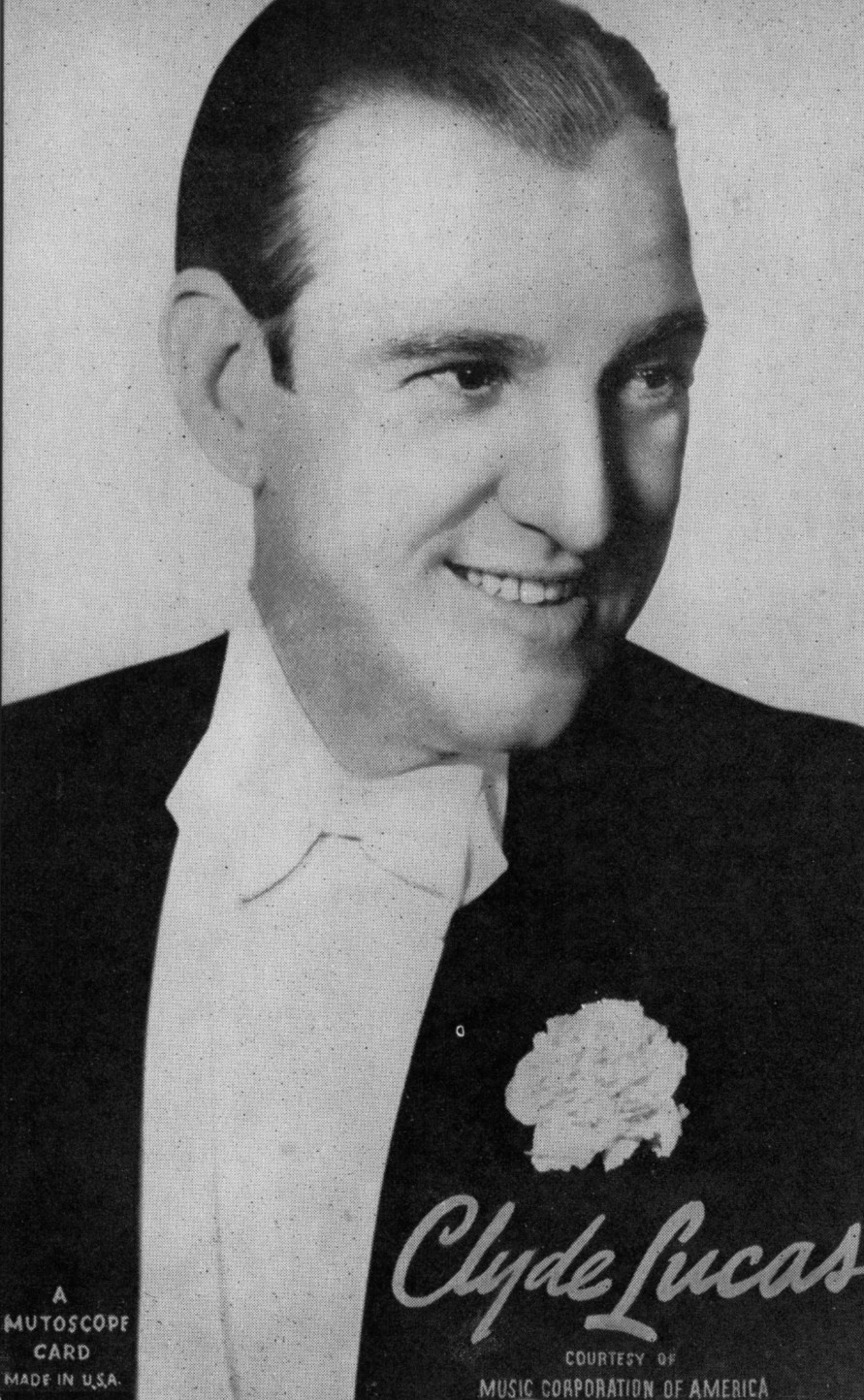
Clyde Lucas

Clyde Lucas (Minneapolis, 1901 - 15 januari 1982) was een Amerikaanse zanger, trombonist en bigband-leider. Hij leidde Clyde Lucas and His California Dons, die populair was in de jaren dertig en veertig.

## Biografie
Lucas had een Mexicaanse Amerikanense achtergrond en groeide op in Los Angeles. Hij begon zijn muzikale loopbaan als zanger en trombionist in het orkest van Herb Wiedoeft. In het begin van de jaren dertig begon hij zijn eigen band, die Mexicaanse songs, swing, hillbilly en Hawaïaanse muziek speelde. De bezetting van het orkest was doorgaans: vier saxofoons, twee trompetten en een ritme-sectie van vier man, vaak aangevuld met violen. De band reisde rond en speelde in hotels, bijvoorbeeld in Chicago, en werd in de loop der jaren steeds populairder. Het orkest speelde op de radio, maakte platen en verzorgde ook de muziek voor talkies.
Eind jaren '30 werden verschillende korte films van het orkest gemaakt. In de film "Meet the Maestros" speelde de band naast de orkesten van Russ Morgan, Isham Jones en Cab Calloway. Begin jaren veertig maakte de groep opnames, onder meer met de zangeres Gloria Wood, zoals Sometimes, Somebody Nobody Knows en Deep in the Heart of Texas. De platen werden gemaakt voor Vocalion en Columbia Records. Het orkest speelde onder meer in hotels in Memphis en St. Louis. Rond 1943 ging Lucas met zijn band meer de swing-kant op. Het orkest was actief tot eind jaren '40.
- Bibliothèque nationale de France: cb13896837t (data)
- Gemeinsame Normdatei: 120398575
- International Standard Name Identifier: 0000 0000 3464 0429
- Library of Congress Control Number: n96099985
- MusicBrainz: 0b5a6979-3d68-471f-b97c-af76dd3c2a94
- Virtual International Authority File: 2656853
- WorldCat: E39PBJdCvcRwgCGHMwv89gpXVC